# III. Károly spanyol király
III. Károly (Madrid, Spanyolország, 1716. január 20. – Madrid, Spanyolország, 1788. december 14.), Spanyolország királya 1759-től 1788-ban bekövetkezett haláláig. Ezt megelőzően Parma hercege volt 1731 és 1735 között, majd ezt követően előbb Nápoly királya 1734-től, majd Szicília királya 1735-től 1759-es spanyol trónra való lemondásáig. A felvilágosult abszolutizmus ismert képviselője volt.
Ő volt V. Fülöp spanyol király harmadik felnőttkort megért fia, egyben a Farnese Erzsébettel való második házasságából származó legidősebb gyermek. Féltestvérei a korábbi I. Lajos és VI. Ferdinánd királyok voltak. Károly Nápoly és Szicília Királyságainak trónján ült, amikor 1759 augusztusában Ferdinánd fivére fiúörökös hiányában elhunyt. Miután lemondott itáliai koronáiról harmadik legidősebb fia, Ferdinánd javára, elfoglalta a Spanyol Birodalom trónját, mint a Bourbon-ház negyedik tagja az ország történelmében.

## Élete

### Származása
Károly spanyol infáns 1716. január 20-án született a madridi királyi palotában. Édesapja a Bourbon-házból való V. Fülöp spanyol király (1683–1746) volt, korábban Anjou hercege, Lajos francia trónörökös herceg (Louis de France, le Grand Dauphin 1661–1711) és Mária Anna Viktória Krisztina bajor hercegnő (1660–1690) fia, XIV. Lajos francia király unokája.
Édesanyja V. Fülöp második felesége, Farnese Erzsébet parmai hercegnő (1692–1766) volt, II. Odoardo herceg (1666–1693) és a Wittelsbach-házból származó Dorottya Zsófia pfalz–neuburgi hercegnő (1670–1748) leánya.
Szülei házasságából hét testvér született:
- Károly (1716–1788), 1759-től III. Károly néven spanyol király.
- Ferenc (1717–1717), csecsemőként meghalt.
- Mária Anna Viktória (1718–1781), aki 1721–1725-ig XV. Lajos francia király hivatalosan eljegyzett menyasszonya volt, aztán 1729-ben I. József portugál király felesége lett.
- Fülöp (1720–1765), aki 1748-ban I. Fülöp néven Parma hercege lett.
- Mária Terézia Rafaella (1726–1746), aki Lajos Ferdinánd francia trónörökös (1729–1765) első felesége lett.
- Lajos Antal (1727–1785), Toledo érseke.
- Mária Antonietta (1739–1785), aki 1750-ben III. Viktor Amadé savoyai herceghez (1726–1796) ment feleségül, így 1773-tól szárd–piemonti királyné lett.

Károly herceg féltestvérei apjának első házasságából, amelyet Savoyai Mária Lujza hercegnővel (1688–1714), II. Viktor Amadé savoyai herceg leányával kötött:
- Lajos (1707–1724), aki 1724-ben apjának lemondása után I. Lajos néven trónra lépett, de hét hónapnyi uralkodás után meghalt himlőben.
- Fülöp Lajos (*/† 1709–1709), csecsemőkorban meghalt.
- Fülöp Péter Gábriel (1712–1719), gyermekkorban meghalt.
- Ferdinánd (1713–1759), aki 1746-ban, apja halála után VI. Ferdinánd néven örökölte a spanyol királyi trónt.

### Uralkodása
1731-ben anyja nagybátyjának, Antonio Farnese parmai hercegnek halála után megszerezte Parmát, majd 1735-ben a bécsi békében Nápolyt és Szicíliát kapta. Bátyja, VI. Ferdinánd halála után 1759-ben a spanyol trónt örökölte, és Nápoly-Szicíliáról lemondott másodszülött fia, IV. Ferdinánd javára.
A felvilágosodás híve volt, Spanyolországban uralkodása alatt haladó miniszterei és főhivatalnokai (Aranda, Campomanes, Floridablanca) több reformot vezettek be a felvilágosult abszolutizmus szellemében. Szabadelvű tanácsadóira hallgatva, korlátozta az inkvizíciót, majd 1767-ben feloszlatta és kiűzte a jezsuita rendet.
Birodalma részt vett Franciaország oldalán a hétéves háborúban, melyben 1763-ban megszerezte az angoloktól Havannát. Ugyancsak a francia Bourbonok oldalán az amerikai függetlenségi háborúhoz is csatlakozott, melyben melyben 1781-ben Pensacolát, majd 1784-ben az egész Floridai-félsziget feletti ellenőrzést is visszaszerezte az angoloktól.
1788. december 14-én halt meg Madridban. Legidősebb fia, IV. Károly követte a trónon.

### Házassága, gyermekei
1738. június 19-én Pillnitzben feleségül vette a Wettin-ház Albert-ágából származó Mária Amália Krisztina szász hercegnőt, lengyel királyi hercegnőt (1724–1760), III. Ágost lengyel király (II. Frigyes Ágost szász választófejedelem) és Mária Jozefa osztrák főhercegnő leányát. A házasságból tizenhárom gyermek született, de csak heten érték meg a felnőttkort:
- Mária Jozefa (1744–1801).
- Mária Lujza (María Luísa de España, 1745–1792), később Mária Ludovika néven II. Lipót német-római császár felesége.
- Fülöp (1747–1777), Calabria hercege. Gyengeelméjűsége miatt kizárták a trónöröklésből.
- Károly (1748–1819), később IV. Károly néven spanyol király.
- Ferdinánd (1751–1825), később I. Ferdinánd néven nápoly–szicíliai király, Bourbonok szicíliai ágának megalapítója.
- Gábriel (1752–1788), aki Mária Anna Viktória portugál infánsnőt (1768–1788), I. Mária portugál királynő leányát vette feleségül.
- Antal Paszkál (1755–1817).